# Петер Робесон
Петер Робесон (англ. Peter Robeson, 21 жовтня 1929 — 29 вересня 2018) — британський вершник.
Бронзовий призер Олімпійських Ігор 1956 (командний конкур), 1964 (індивідуальний конкур) років, учасник 1976 року.